# Czerwony Dwór (powiat Olecki)
Czerwony Dwór (Duits: Rothebude) is een dorp in het Poolse woiwodschap Ermland-Mazurië, in het district Olecko. De plaats maakt deel uit van gemeente Olecko en telde 123 inwoners in 2011.

## Sport en recreatie
Door deze plaats loopt de Europese wandelroute E11. De E11 loopt van Den Haag naar het oosten, naar de grens Polen/Litouwen. Ter plaatse komt de route vanuit het westen via de bossen van de Puszcza Borecka van Żabinka en vervolgt in zuidoostelijke richting via het Żabinkameer naar Jabłonowo.